# Monastère des Rocs Oussiknovenski
Pour les articles homonymes, voir Bernardin.
Le monastère des Rocs Oussiknovenski est un monastère fondé en 1013 du raïon de Mohyliv-Podilskyï en Ukraine.

## Le monastère
Sa fondation est attribuée à Antoine des Grottes de Kiev, dont une fontaine lui est attribué au monastère. Le monastère est cité en 1159 dans le récit de la campagne du prince Ivan Berladnyk. Il est sur la rive gauche d'une boucle du Dniestr. Monastère de grande renommée, son abbé fut l'ambassadeur de Bogdan Khmelnitski, en 1649, vers le tzar de Moscou Alexis

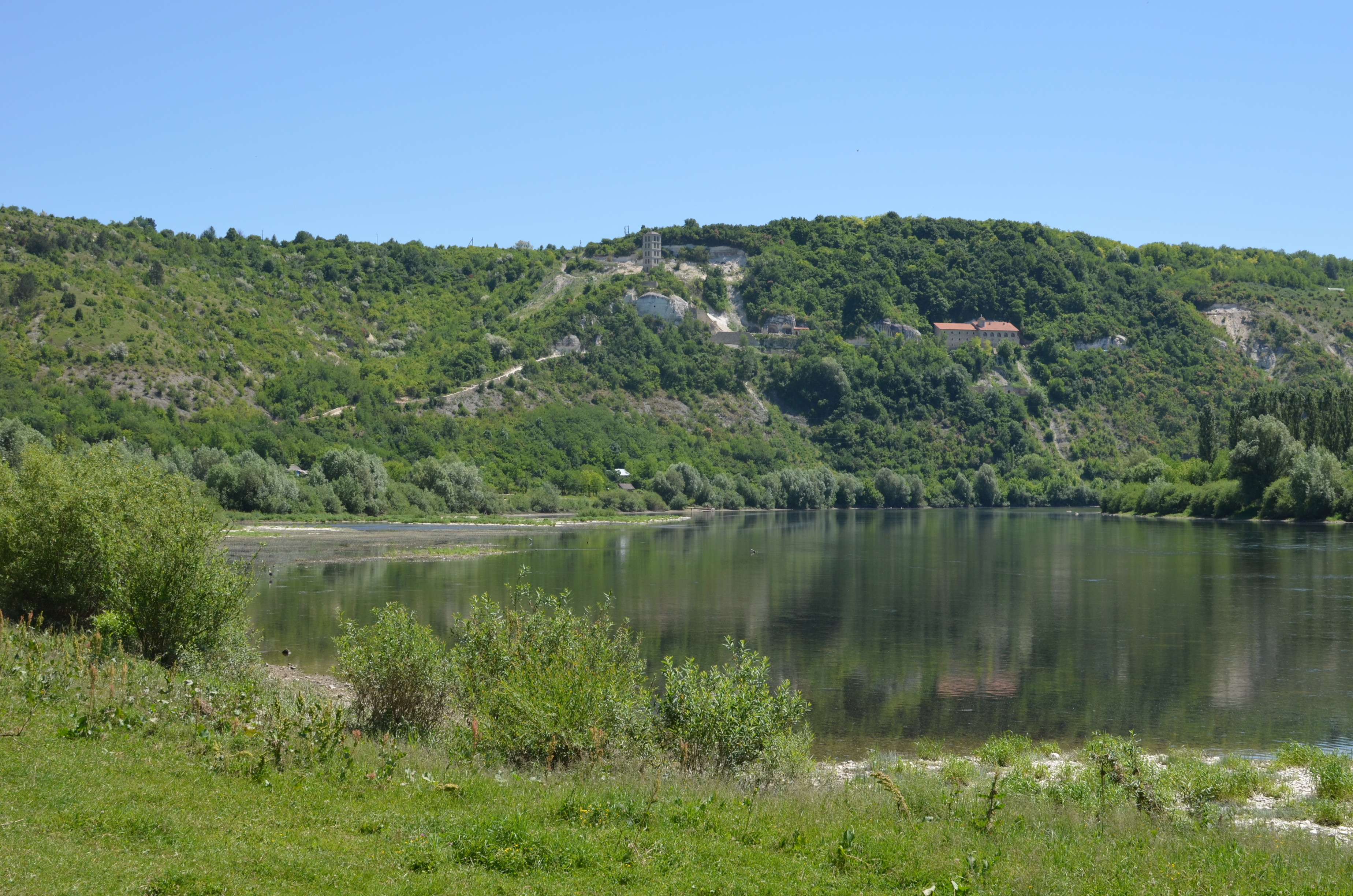
Sur la boucle du fleuve,
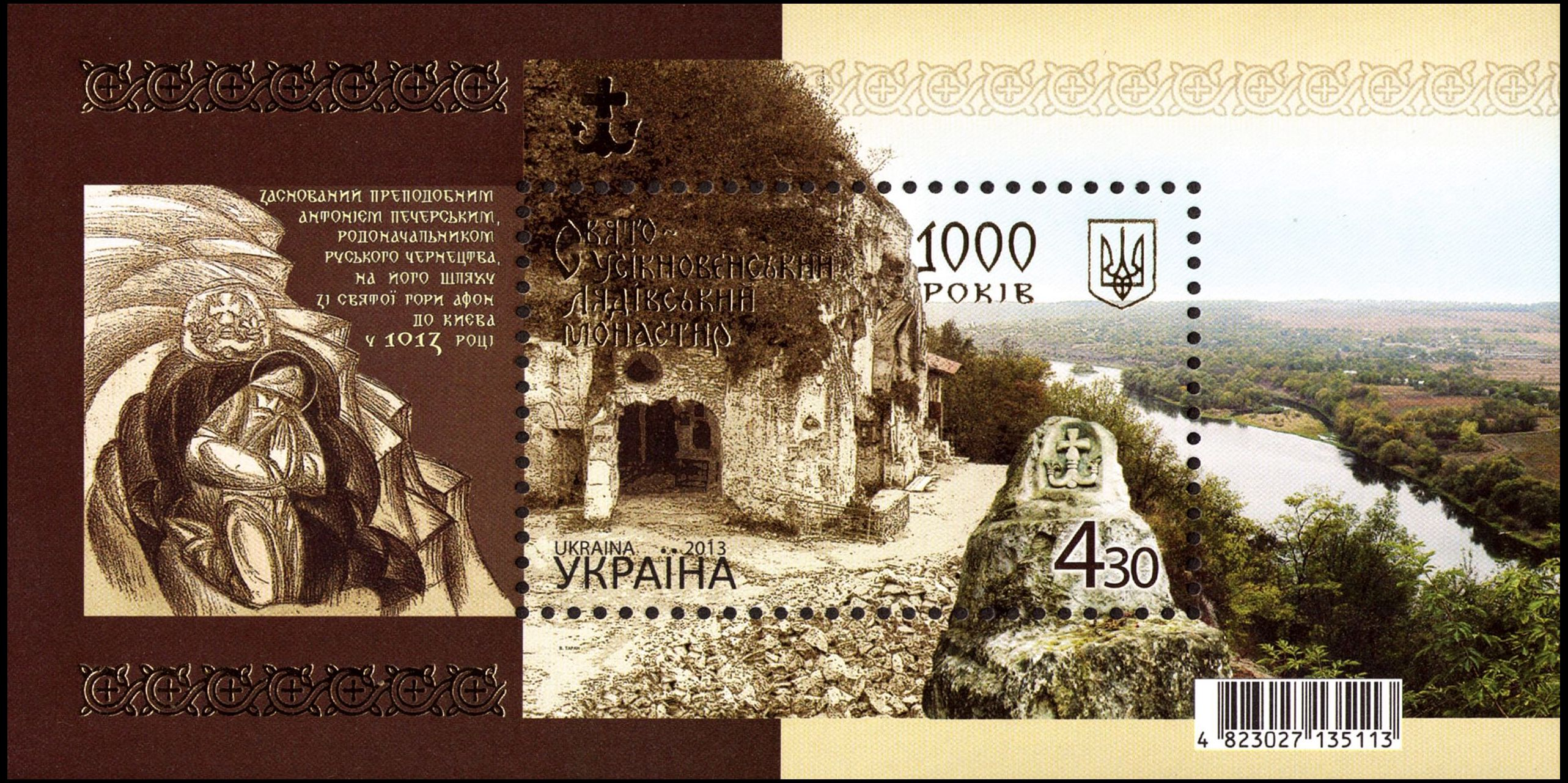
en timbre
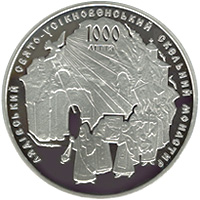
et pièce.
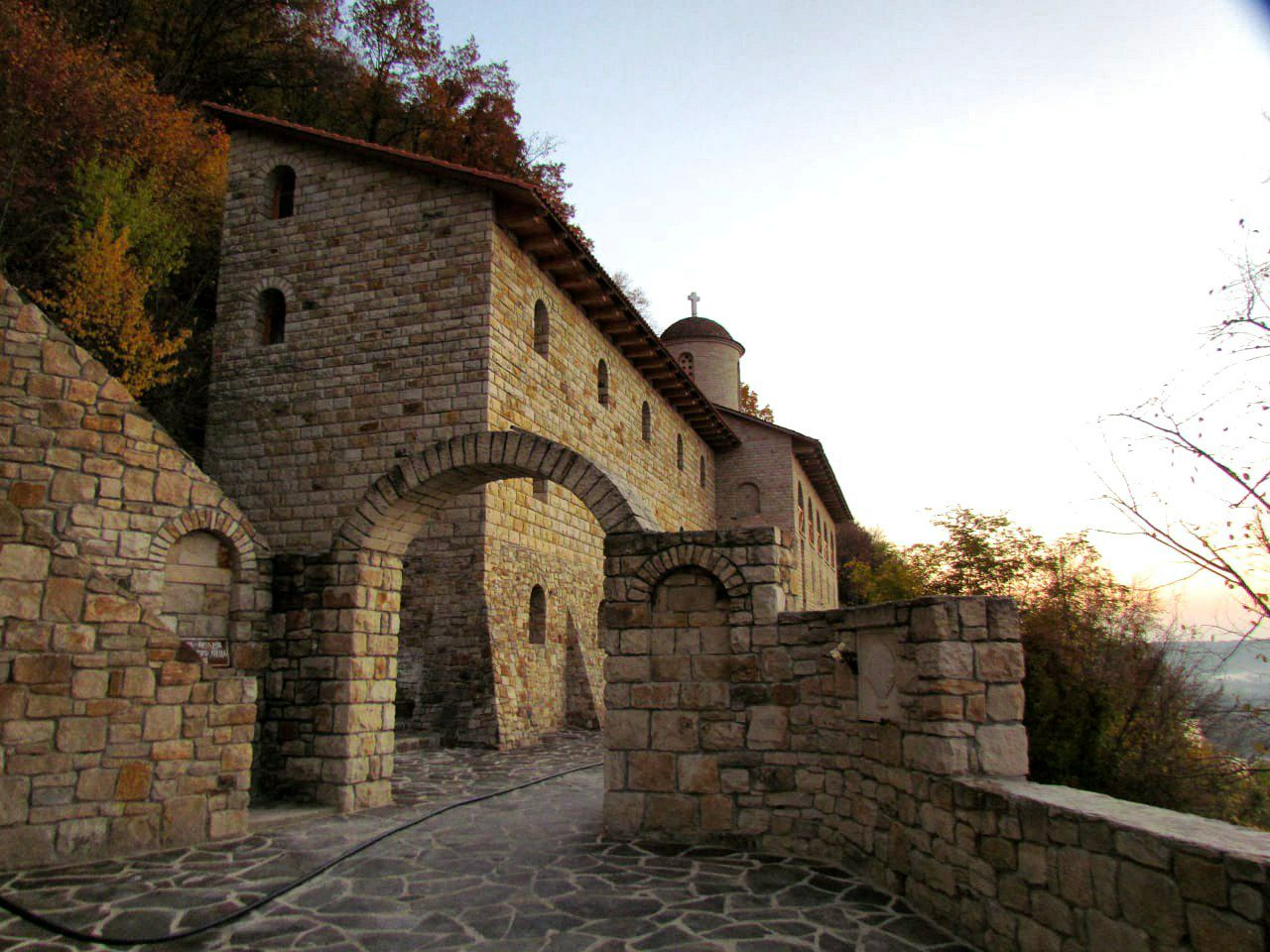
Entrée.
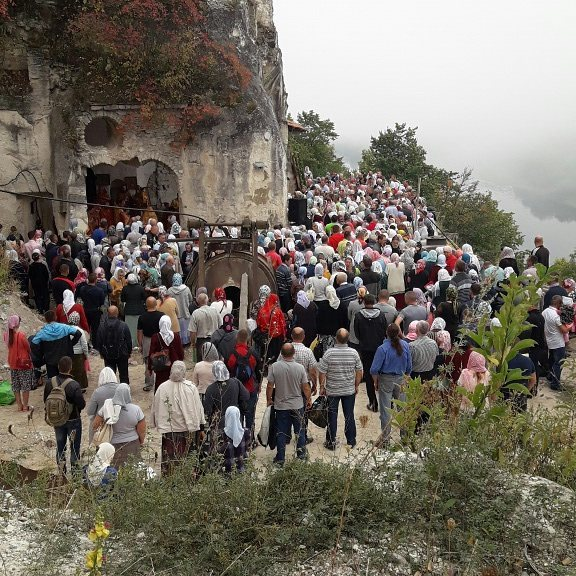

Le monastère a été pillé lors de l'ère soviétique pour être restauré en 1998 par des moines de la Laure de Potchaïv .

## L'église

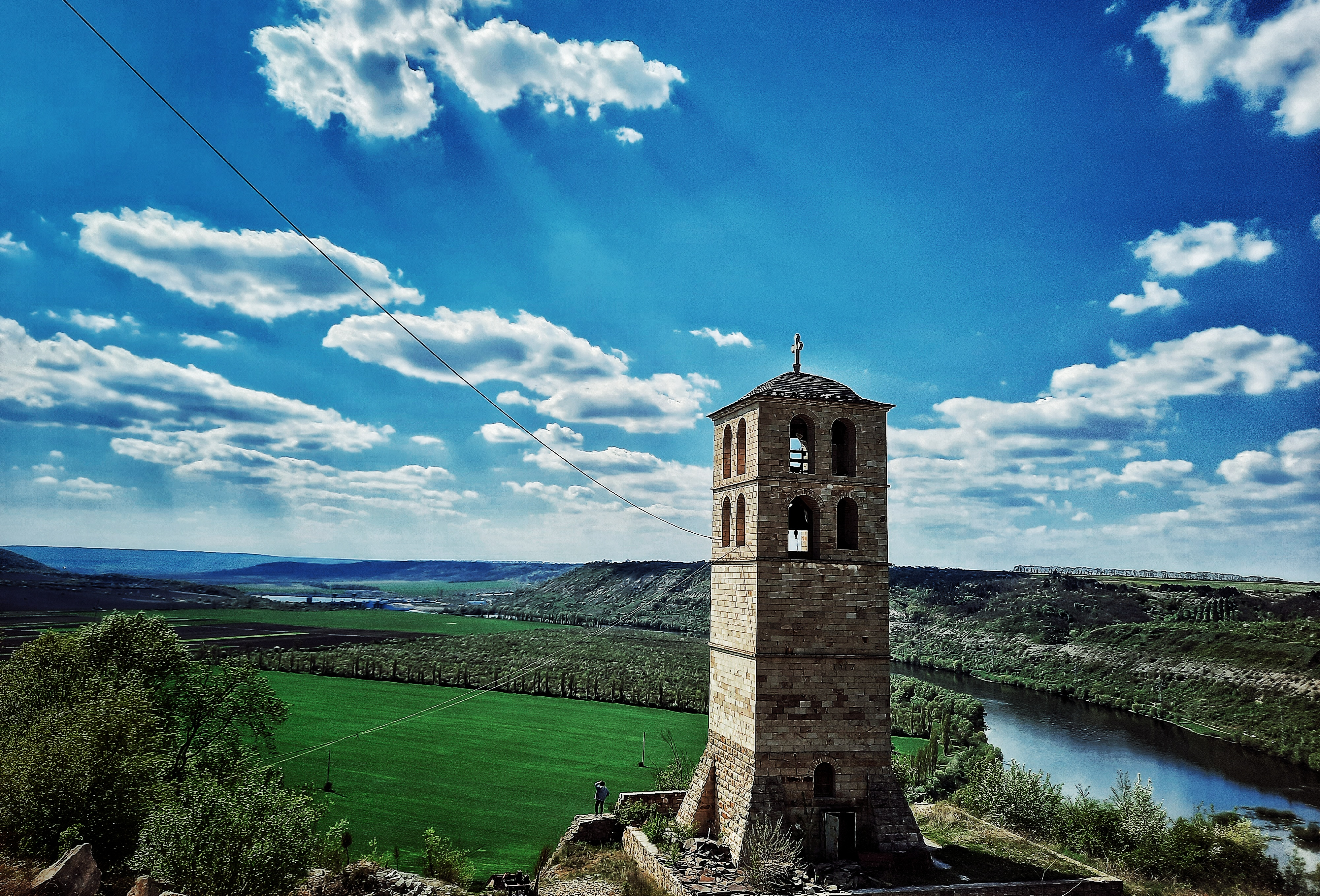
Son clocher.